# مرد منفی
مرد منفی (به انگلیسی: The Minus Man) فیلمی محصول سال ۱۹۹۹ و به کارگردانی همپتن فنچر است. در این فیلم بازیگرانی همچون اوون ویلسون، جانین گاروفالو، برایان کاکس، مرسدس روئل، دوایت یوآکم، دنیس هیزبرت، شریل کرو، مگ فاستر و اریک میبیس ایفای نقش کرده‌اند.